# Venom: Poslední tanec
Venom: Poslední tanec (v anglickém originále Venom: The Last Dance) je americký akční film z roku 2024 režisérky Kelly Marcel, natočený na motivy komiksů z vydavatelství Marvel Comics o stejnojmenné postavě. V titulní roli je opět Tom Hardy , v dalších roli se objevují například Juno Temple nebo Chiwetel Ejiofor. Jedná se o pátý snímek série Sony's Spider-Man Universe. 
Natáčení začalo koncem června 2023 ve Španělsku, ale následující měsíc bylo zastaveno kvůli stávce SAG-AFTRA.
Premiéra snímku proběhla 25. října 2024 v USA. 

## Obsazení
- Tom Hardy jako Eddie Brock/Venom

Dále také : 
Juno Temple jako Dr.Teddy Payne, Chiwetel Ejiofor jako Rex Strickland a Rhys Ifans jako Martin Moon.